# Ronald Ridenhour
Ronald Lee « Ron » Ridenhour, né le 6 avril 1946 à Oakland et mort le 10 mai 1998 à Metairie, est un militaire et journaliste américain.
Membre de la 11e brigade d'infanterie, il joue un rôle important dans la révélation au grand public du massacre de Mỹ Lai lors de la guerre du Viêt Nam.
Diplômé en 1972 du Claremont McKenna College (en), il devient journaliste d'investigation, remportant un prix George-Polk en 1987 pour avoir exposé un scandale fiscal à La Nouvelle-Orléans.
Il révèle l'existence d'un plan de contingent militaire, « Garden Plot » , dont le Readiness Exercise 1984 diminue en Rex 84 et des exercices similaires, « Lantern Spike », dans un article : « Garden Plot and the New Action Army ».
Un prix, le prix Ridenhour, est remis annuellement depuis 2004 pour mettre en valeur « ceux qui persévèrent dans leur poursuite de transmettre la vérité avec les objectifs de protéger l'intérêt public, de faire la promotion de la justice sociale ou de mettre en lumière une société plus juste ».